# П'ятницька церква (Кутківці)
П'ятницька церква або Параскевська в с. Кутківці — церква та парафія ПЦУ  в с. Кутківці (Кам'янець-Подільський район)

## Історія церкви
Перша відома з XVIII століття Параскевська церква в Кутківцях, що існувала тут до середини минулого століття, була дерев’яною, збудованою на кошти парафіян. У 1739 році вона мала орної землі на 60 днів оранки та сінокосної на 60 косарів; парафіян було 90 осіб. У 1746 році зменшилася як кількість землі, так і число парафіян: землі було лише на 25 днів оранки та 15 косарів, 4 городи та пасіка; парафіян — 80.
У 1759 році була збудована нова дерев’яна церква коштом парафіян, місцевого священика  Федора Лукашевича та його помічника (коад’ютора) Димитрія Лукашевича. Закладку церкви здійснив солобковецький декан Йосиф Ярошевич.
У 1790 році при цій церкві налічувалося 910 парафіян (у тому числі 253 малолітні), 104 двори. Церква належала до Гусятинського унійного деканату.
Церква, збудована 1759 року, згоріла у 1831 році. Після того священик Яків Созанський на власні кошти переобладнав кам’яну дзвіницю, прибудувавши до неї приміщення зі східного і західного боку, і там була облаштована тимчасова церква на честь св. Параскеви. Вона проіснувала близько 40 років, доки не була зведена нинішня церква.
Остання церква — кам’яна, п’ятикупольна, збудована коштом державного казначейства за сприяння та ініціативи генерал-губернатора південно-західного краю,Н. Н. Сухотіна, який, відвідав Кутківці у 1864 році і побачив там малу церкву, доручив відрядженому тоді в південно-західний край для будівництва церков капітану Де-Ліврону скласти план і кошторис на будівництво нової церкви в селі Кутківці. Це й було виконано.
Місце під нову церкву було освячене 26 травня 1866 року. Після завершення будівництва церква була освячена на честь великомучениці Параскеви 6 вересня 1870 року. Дзвіниця — окремо від церкви, на ній знаходилися дзвони 1703, 1720, 1797, 1857 і 1877 років.
Цвинтар в 90-х роках кінець XIX ст. відведено за 1 версту від церкви; є старий і холерний (на останньому збереглися хрести з написами 1831 року).
Будинок для священика кам'яний, влаштований у 1873 році, будинок для псаломщика та інші споруди зведені у 1894 році. Народне училище  з 1878 року, раніше тут з давніх-давен була церковна школа.
У 1894 році парафіян було: 809 чоловіків, 768 жінок; католиків — 245 чоловіків, 248 жінок. (Текст за Юхимом Сіцинським)
До парафії cв. Параскевської церкви с. Кутківці належали також два присілки: Дубровка і Закупна.
Дубровка (або Домбровка)
Розташована за 3 версти (приблизно 3,2 км) на схід від села Кутківці. Заснована наприкінці  (XVIII) або на початку (XIX) століття на кутковецьких землях і  становила з Кутківцями одне ціле щодо поміщицького землеволодіння.
Селянської (громадської) землі було — 98 десятин.
У 1820 році тут мешкало 22 особи чоловічої статі. В селі проживало 122 особи обох статей, налічувалося 28 дворів (кінець XIX ст.)
Закупна
Розташована при річці Жванчик, за 2 версти (бл. 2,1 км) нижче (на південь) від села Кутківці. Виникла на початку XVII століття на землях, що належали до кутковецького маєтку, тому щодо землеволодіння мала таку саму долю, як і Кутківці.
У 1820 році тут налічувалося: осіб чоловічої статі — 44 особи. В кінци XIX ст. мешканців обох статей — 462 особи, 58 дворів, селянської (громадської) землі — 185 десятин.

## Cвященники
- Федір Лукашевич (1721–1777) — висвячений за представленням Черминської, хорунжої Подільської.

З 1748 року при ньому був коад’ютор Димитрій Лукашевич.
- Михайло Кошицький (1777–1790).

- Іван Федорович Гнідко, до 1800 року; висвячений єпископом Кам`янецьким Петром Білянським, у 1793 році, він приєднався до православ’я 25 серпня 1797 року.

- Яків Созанський (1800–1833) — висвячений 1793 року єпископом Кам`янецьким Петром Білянським у с. Кривчик; приєднався до православ’я 4 травня 1795 року, переведений у Кутківці 1800 року, похований на церковному цвинтарі.

- Михайло Гаврилович Левицький (1833–1868) — похований на церковному цвинтарі в Кутківцях, зі східного боку від вівтаря.

- Филимон Петрович Дідевич — з 1868 року (до цього, з 1865, був священиком у міст. Заміхові, Ушицького повіту).

## Галерея

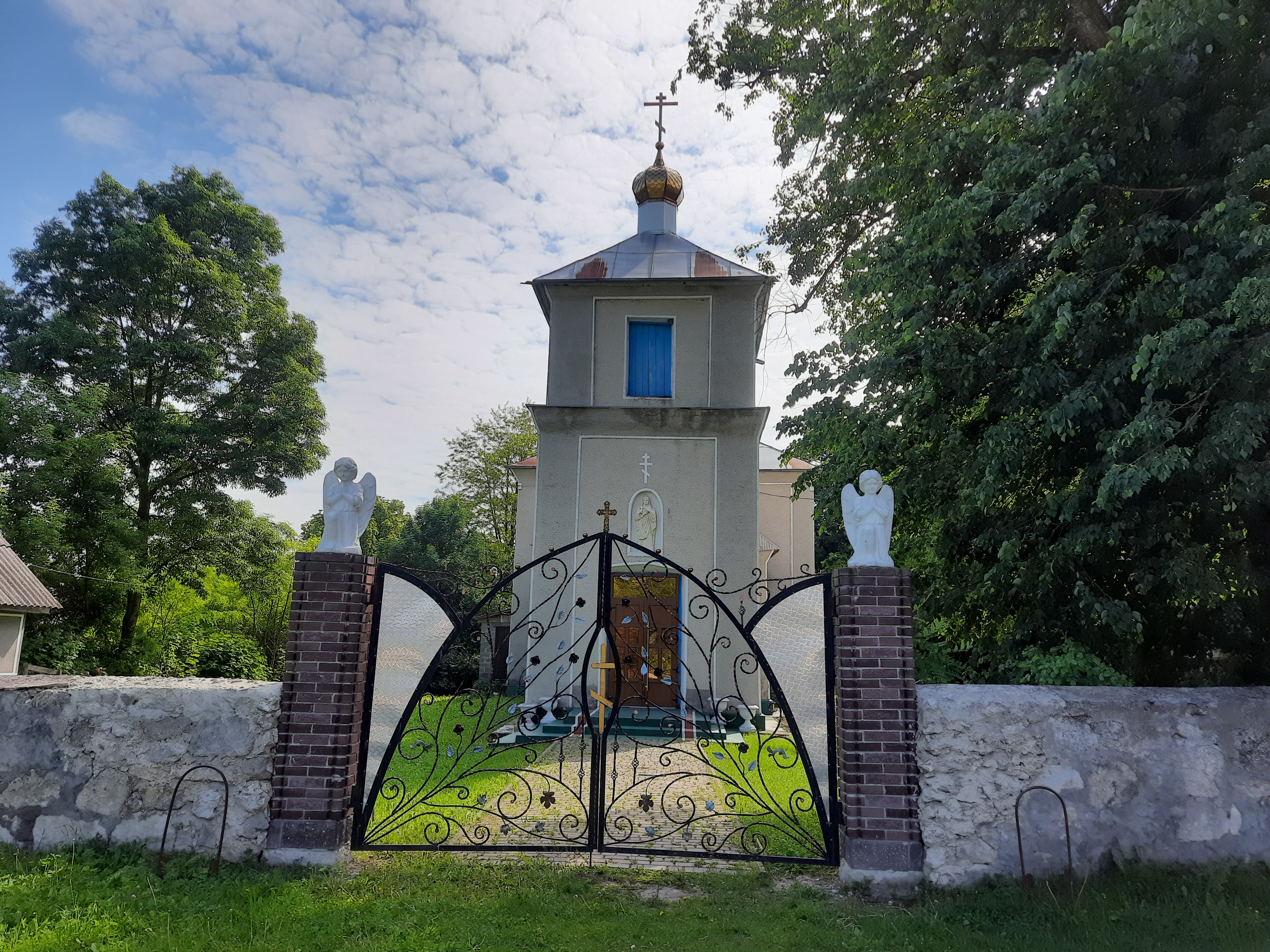
П'ятницька (Параскeвська) церква 1870 p., с. Кутківці
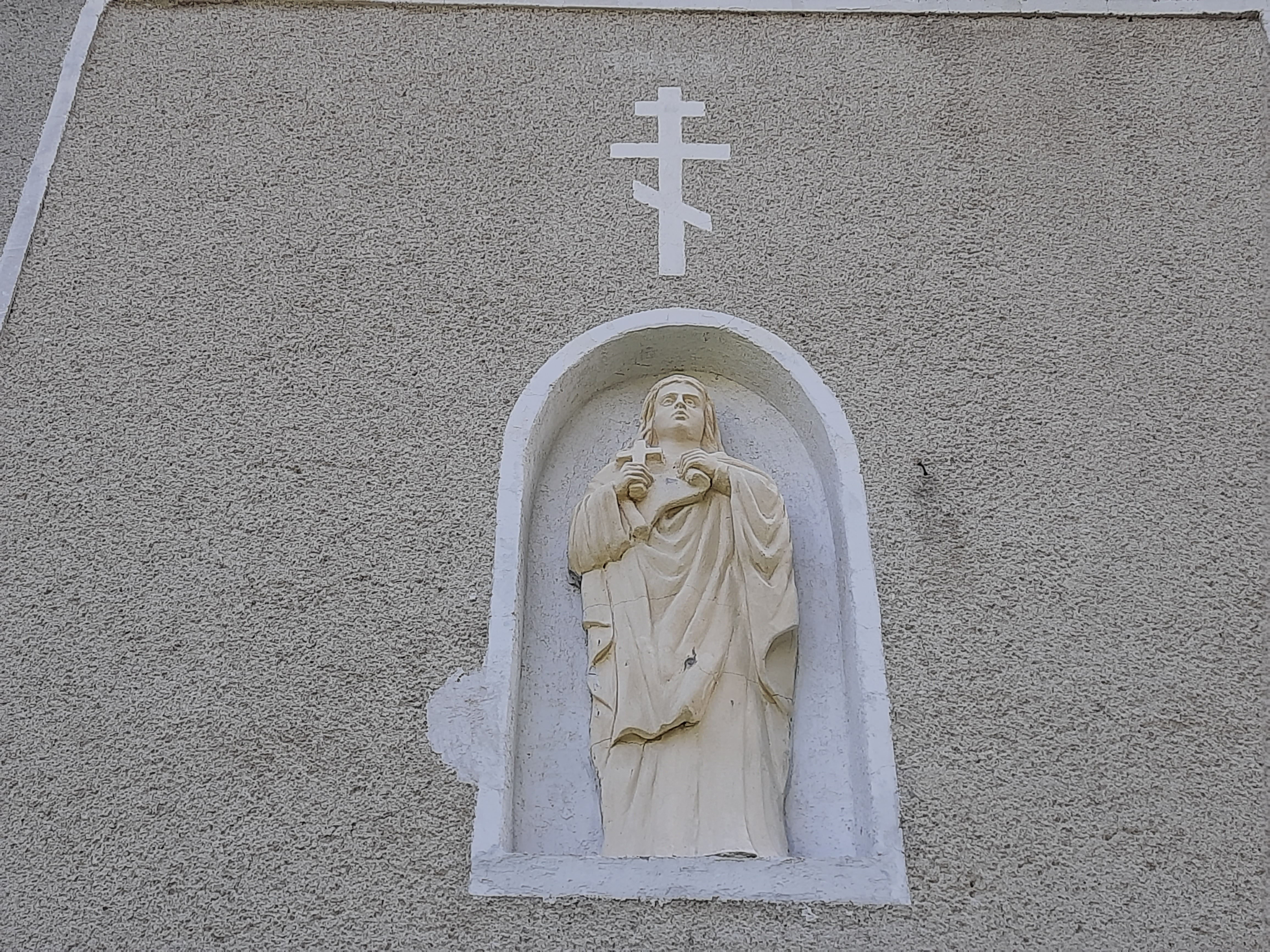
Ніша в П'ятницькій церкві село Кутківці.jpg

## Метричні книги ДАХО
МЕТРИЧНІ КНИГИ ПРО НАРОДЖЕННЯ: Села: Кутківці, Закупна, Домбровка,  Кам’янецького пов. Вільховецької вол.
- Фонд 315,  Справа:	6753	(1799 р.), 6854	(1806 р.), 6864	(1806 р.), 6883	(1807 р.) , 6959  (1812 р.), 7277 (1826 р.), 7397 (1834–1863 рр.), 7464 (1839 р.), 8423 (1858 р.), 8556 (1861 р.), 8583 (1862 р.)
- Фонд 18, Справа: 		1015	1888–1901

МЕТРИЧНІ КНИГИ ПРО ШЛЮБ:
- Фонд 315	Справа: 6753 (1799 р.), 6854 (1806 р.), 6854 (1806 р.), 6883 (1807 р.), 6959 (1812 р.), 7277	 (1826 р.), 7397 (1834–1863 рр.), 7464 (1839 р.), 8423 (1858 р.), 8556 (1861 р.), 8583 (1862 р.),
- Фонд 18	Справа: 1015 (1888–1901 рр.)

Сповідні відомості
- Фонд 315	Справа:	6795	(1801 р.), 7059	(1819 р.), 7599	(1842 р.), 7652	(1843 р.), 8817	(1868 р.), 11908 (1875 р.)